# Nguyễn Thị Hằng
Nguyễn Thị Hằng (* 16. Januar 1997 in Hanoi) ist eine vietnamesische Sprinterin, die sich auf den 400-Meter-Lauf spezialisiert hat. 2023 wurde sie mit der 4-mal-400-Meter-Staffel Asienmeisterin.

## Sportliche Laufbahn
Erste Erfahrungen bei internationalen Wettbewerben sammelte Nguyễn Thị Hằng bei den Juniorenasienmeisterschaften 2016 in der Ho-Chi-Minh-Stadt, bei denen sie über 400 Meter mit 56,47 s in der ersten Runde ausschied. Mit der vietnamesischen 4-mal-400-Meter-Staffel gewann sie hinter der Mannschaft aus Indien die Silbermedaille und mit der 4-mal-100-Meter-Staffel erreichte sie in 46,58 s den vierten Platz. 2017 gewann sie bei den Asian Indoor & Martial Arts Games in Aşgabat mit neuem vietnamesischem Hallenrekord von 54,41 s die Silbermedaille hinter der Kasachin Elina Michina. 2018 nahm sie erstmals an den Asienspielen in Jakarta teil und gewann dort mit der 4-mal-400-Meter-Staffel in 3:33,23 min die Bronzemedaille hinter den Mannschaften aus Indien und Bahrain. Im Einzelbewerb über 400 Meter lief sie im Finale auf Platz acht und mit der gemischten Staffel beendete sie das Rennen auf dem fünften Rang. Im Jahr darauf schied sie bei den Asienmeisterschaften in Doha mit 54,64 s in der ersten Runde aus und belegte mit der Staffel in 3:37,27 min den fünften Platz. Im Dezember siegte sie bei den Südostasienspielen in Capas in 3:34,64 min mit der Frauenstaffel sowie in 3:26,65 min auch in der gemischten Staffel. 2023 gewann sie bei den Südostasienspielen in Phnom Penh in 53,84 s die Bronzemedaille über 400 Meter hinter der Malaysierin Shereen Vallabouy und ihrer Landsfrau Nguyễn Thị Huyền. Zudem siegte sie in 3:33,05 min in der 4-mal-400-Meter-Staffel und in 3:21,27 min in der Mixed-Staffel. Im Juli siegte sie in 3:32,36 min gemeinsam mit Nguyễn Thị Ngọc, Minh Hạnh Hoàng Thị und Nguyễn Thị Huyền bei den Asienmeisterschaften und belegte in der Mixed-Staffel in 3:20,72 min den vierten Platz. Im Oktober belegte sie bei den Asienspielen in Hangzhou mit 3:31,61 min den vierten Platz mit der Frauenstaffel.
2025 gewann sie bei den Asienmeisterschaften in Gumi mit der 4-mal-400-Meter-Staffel in 3:34,77 min gemeinsam mit Nguyễn Thị Ngọc, Quách Thị Lan und Minh Hạnh Hoàng Thị die Silbermedaille hinter dem indischen Team.
2013 und 2019 wurde Nguyễn vietnamesische Meisterin über mit der 4-mal-400-Meter-Staffel sowie 2019 und 2021 auch in der 4-mal-400-Meter-Mixed-Staffel. Zudem siegte sie 2021 auch in der 4-mal-200 und in der 4-mal-800-Meter-Staffel. 

## Persönliche Bestleistungen
- 400 Meter: 53,29 s, 4. Juni 2019 in Chongqing
  - 400 Meter (Halle): 54,41 s, 19. September 2017 in Aşgabat (vietnamesischer Rekord)